# إدسون بوتش
إدسون راؤول بوتش كورتيس (إسبانية: Edson Puch؛ مواليد 9 أبريل 1986) هو لاعب كرة قدم تشيلي يجيد اللعب كلاعب وسط مع نادي نيكاكسا المكسيكي ومنتخب تشيلي. كان أول ظهور دولي له أمام اليابان في عام 2009 بعد أن دخل بديلاً لخورخي فالديفيا بالدقيقة 46 وانتهت المباراة بالخسارة 4–0.

## الأهداف الدولية
| #  | التاريخ       | المكان                                    | الخصم   | النتيجة | الحصيلة | المنافسة            |
| -- | ------------- | ----------------------------------------- | ------- | ------- | ------- | ------------------- |
| 1. | 18 يونيو 2016 | ملعب ليفاي، سانتا كلارا، الولايات المتحدة | المكسيك | 0–1     | 0–7     | كوبا أمريكا المئوية |
| 2. | 18 يونيو 2016 | ملعب ليفاي، سانتا كلارا، الولايات المتحدة | المكسيك | 0–7     | 0–7     | كوبا أمريكا المئوية |

## روابط خارجية
- إدسون بوتش على موقع الاتحاد الدولي (مؤرشف)  (الإنجليزية)
- إدسون بوتش على موقع إي إس بي إن إف سي (الإنجليزية)
- إدسون بوتش على موقع قاعدة بيانات كرة القدم.إي يو (الإنجليزية)
- إدسون بوتش على موقع ناشيونال فوتبول تيمز (الإنجليزية)
- إدسون بوتش على موقع Soccerway.com (الإنجليزية)
- إدسون بوتش على موقع عالم كرة القدم.نت (الإنجليزية)
- إدسون بوتش على موقع كووورة
- إدسون بوتش على موقع AS.com (الإسبانية)